# Sfinks (Łutowiec)

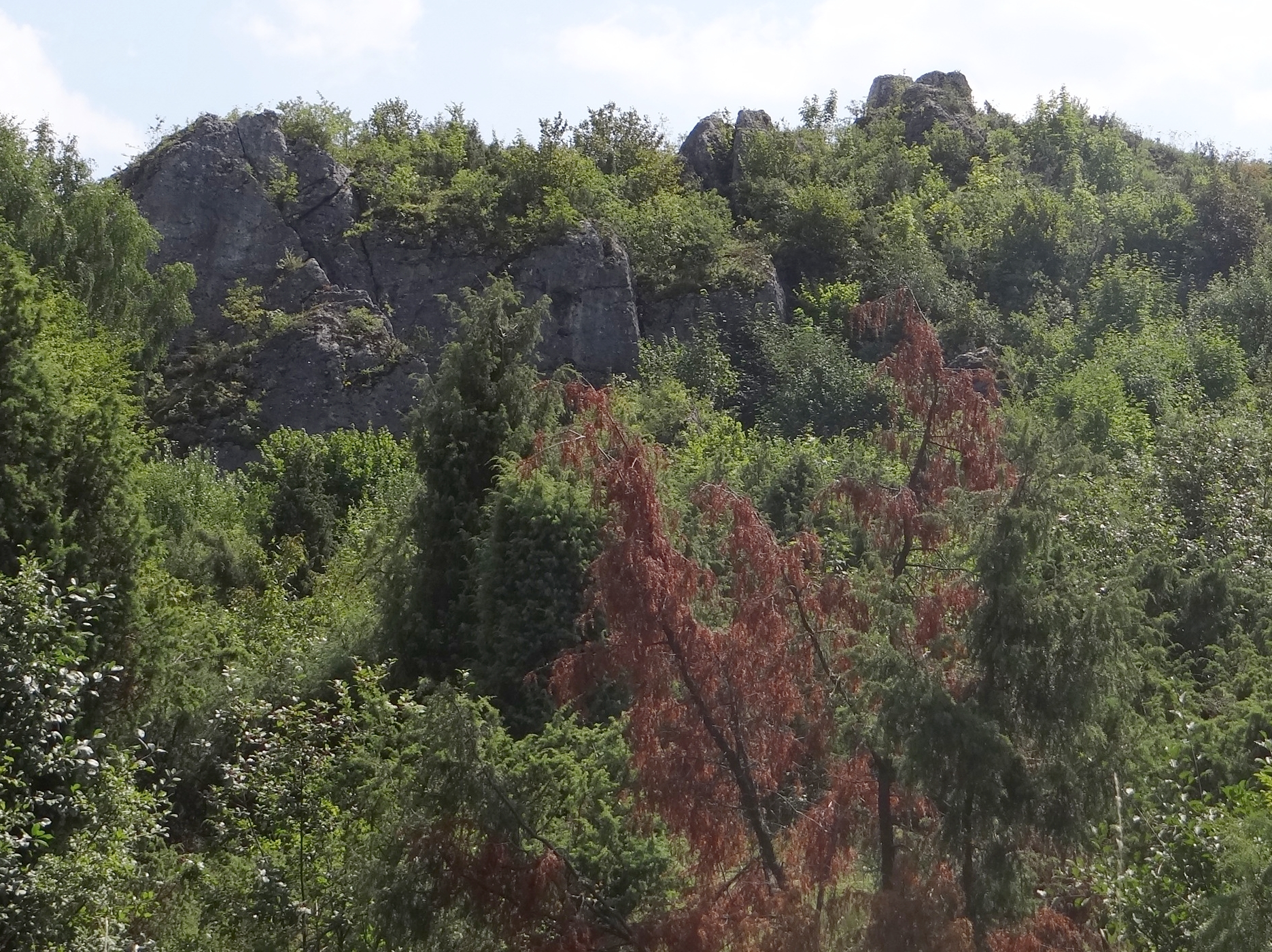
Widok na Sfinksa od północnego zachodu

Sfinks – skała we wsi Łutowiec w województwie śląskim, w powiecie myszkowskim, w gminie Niegowa. Pod względem geograficznym znajduje się na Wyżynie Mirowsko-Olsztyńskiej będącej częścią Wyżyny Krakowsko-Częstochowskiej. 
Sfinks jest obiektem wspinaczki skalnej. Wraz z Pasieką i Łysą tworzy grupę skał zwaną Grupą Łysej. Skały te znajdują się na granicy lasu po północnej stronie zwartych zabudowań wsi Łutowiec, Sfinks znajduje się w lesie. Jest to wapienna skała o połogich, pionowych lub przewieszonych ścianach wysokości do 18 m. Są na niej 4 trudne drogi wspinaczkowe (VI– VI.3+ w skali Kurtyki), oraz jeden projekt. Drogi mają długość 11–14 m i posiadają asekurację (2-4 ringi i stanowiska zjazdowe).